# Kirchenfeld (Wuppertal)
Kirchenfeld ist eine Ortslage in der bergischen Großstadt Wuppertal im Stadtteil Vohwinkel.

## Lage und Beschreibung
Die Ortslage liegt auf einer Höhe von 190 m ü. NHN auf dem Haßlinghauser Rücken (Wuppertaler Nordhöhen) im Norden  des Wohnquartiers Schöller-Dornap im Stadtbezirk Vohwinkel. Benachbarte Ortslagen sind Klein Voisberg, Radenberg, Jammerhörnchen, An der Piep, Düsselerhöhe, Kirchenhöhe, Wieden und Tillmannsdorf, Brühl, Düssel und Voisberg in der Nachbargemeinde Wülfrath im Kreis Mettmann. Gruitingschickenberg, Fredenschickenberg und Voßbeck sind in den 1960er Jahren durch den Kalksteinabbau wüst gefallen.
Die etymologische Bedeutung von Kirchenfeld ist bisher nicht belegt.
Südlich von der ältesten Bebauung von Kirchenfeld beginnt der Tillamnsdorfer Graben, in dem der Kirchenfelder Siefen gen Westen in die Düssel mündet. Der Quelle des Kirchenfelder Bach liegt nördlich von Kirchenfeld.

## Geschichte
Auf der Topographischen Aufnahme der Rheinlande von 1824 ist ein Ort nicht verzeichnet, erst auf der Preußischen Uraufnahme von 1843 ist der Ort westlich von Brühl unbeschriftet verzeichnet. Von Brühl führt zu dieser Zeit ein Altweg über Kirchenfeld nach Westen zu dem bedeuten Altweg, die heutige Landesstraße 74 (in diesem Abschnitt die Wiedener Straße). Zwischen Brühl und Kirchenfeld liegt die von 1844 bis 1847 gebaute Bahnstrecke Wuppertal-Vohwinkel–Essen-Überruhr, die Querung der Trasse wird durch eine südlich liegende Unterführung ermöglicht. Nach dem Zweiten Weltkrieg wurde das Gebiet östlich von Kirchenfeld bis zur Wiedener Straße in den 1950er und 1960er mit dem Bau von Mehrfamilienhäusern erschlossen. Die Bezeichnung der Ortslage als Kirchenfeld ging auf das ganze Siedlungsgebiet über, der dann dominierte. Klein Voisberg ist in Kirchenfeld aufgegangen. Zu der Siedlung gehören die Straßen Kirchenfelder Weg, Schopstreck und Am Kirchenfeld.
Bis 1974 gehörte das Gebiet um die Kirchenfeld zu Wülfrath, Gemarkung Unterdüssel. Die Straße mit dem Namen Kirchenfelder Weg, die sich in Fortsetzung auf dem Gemeindegebiet von Wülfrath findet, wurde am 28. Februar 1956 erstmals benannt. Die Benennung der Stichstraße Am Kirchenfeld erfolgte am 13. Mai 1998.